# Монте Касино
Монте Касино је стеновито брдо високо 520 метара на коме се налази истоимени манастир. Налази се 130 km јужно од Рима, крај насеља Касино (римски Casinum је био на брду). На томе месту је Свети Бенедикт основао први манастир бенедиктинског реда око 529. У Другом светском рату ту се водила битка за Монте Касино и тада је манастир био потпуно уништен.

## Оснивање
Манастир је основао свети Бенедикт на месту старога паганскога храма, Аполоновога храма. Када је свети Бенедикт то градио градић Касино су порушили Остроготи. Свети Бенедикт је најпре уништио кипове Аполона и олтар. Место је наменио светом Јовану Крститељу. У Монте Касину свети Бенедикт је написао бенедиктинска правила. Та правила су постала темељ за западно монаштво. У Монте Касину је примио краља Острогота Тотилу око 543. У Монте Касину је Бенедикт и умро.

## Уништен, изграђен и поново га спалили Сарацени
Монте Касино је постао модел за будући развој монаштва. Нажалост налазио се на важном стратешком месту, па је био пљачкан и уништаван много пута. Лангобарди су 584. опљачкали опатију, а преживели монаси су побегли у Рим, где су остали дуже од века. За то време тело светога Бенедикта је пребачено у Флери, крај Орлеана. Поново је опат Патронакс основао Монте Касино 718. Тада су међу монасима били Павле Ђакон, историчар Ломбарда, Карломан, син Карла Мартела и Рачис, претходник лангобардскога краља Астолфа. Манастир је добио донацију 744. од Гисулфа II од Беневента, тј добио је територију, која је припала манастиру. Манастир је тако постао на тај начин центар државице, која је држала стратешки положај између лангобардске кнежевине Беневента и византијских градова држава на обали (Напуљ, Гета и Амалфи). Сарацени су 883. опљачкали и спалили до темеља Монте Касино. Међу највећим историчарима, који су радили у то време у манастиру био је Ерхемперт, који је написао фундаменталну историју лангобардијскога Беневента и југа Италије у 9. веку.

## Врхунац славе
Поново је изграђен и достигао је врхунац славе под опатом Дезидеријем (опат 1058—1087), који је касније постао папа Виктор III. Тада је манастир имао 200 монаха, а библиотека са скрипторијем постала је чувена на целом Западу. Ту су се преписивале и илустровале књиге. Сам манастир је реконструисан уз помоћ уметника из Амалфија, Ломбардије и чак Константинопоља. Црква и грађевине су биле декорисане у великом сјају. Опат Дезидерије је 1066. слао изасланике у Константинопољ да би добио најбоље византијске сликаре мозаика. Међутим тај рад је био уништен у каснијим вековима, осим два фрагмента. Папа Јован XXII је 1321. цркву у Монте Касину учинио катедралом.

## Назадовање
Земљотрес је 1349. оштетио опатију, па иако је манастир био поново изграђен, започело је раздобље лаганога назадовања. У манастир је 1505. дошао свети Јустин од Падове. 
Наполеонова војска је 1799. опљачкала манастир. Од 1866. манастир је постао национални споменик. 
Коначно је манастир потпуно срушен 15. фебруара 1944. у Другом светском рату за време Битке за Монте Касино. Након рата је манастир поново изграђен. Пре велике битке у којој је манастир уништен спашено је 1400 вредних руком писаних књига, које су премештене у Ватикан.